# 1988년 하계 올림픽 개최지 선정
1988년 하계 올림픽은 대한민국의 서울특별시와 일본의 나고야, 총 2개 도시가 대회 유치 후보로 나섰다.
1981년 9월 독일 바덴바덴에서 열린 제84차 IOC 총회·제11차 올림픽 총회에서 1988년 하계 올림픽 개최지를 선정하는 투표가 치러졌으며, 이곳에서 대한민국의 서울이 일본의 나고야를 누르고 개최지로 선정되었다.
당초 일본의 나고야가 개최지의 유력후보로 꼽혔으나, 예상을 뒤엎고 서울이 나고야의 두 배에 가까운 52표를 얻음으로서 단박에 결정되었다.

## 유치 절차

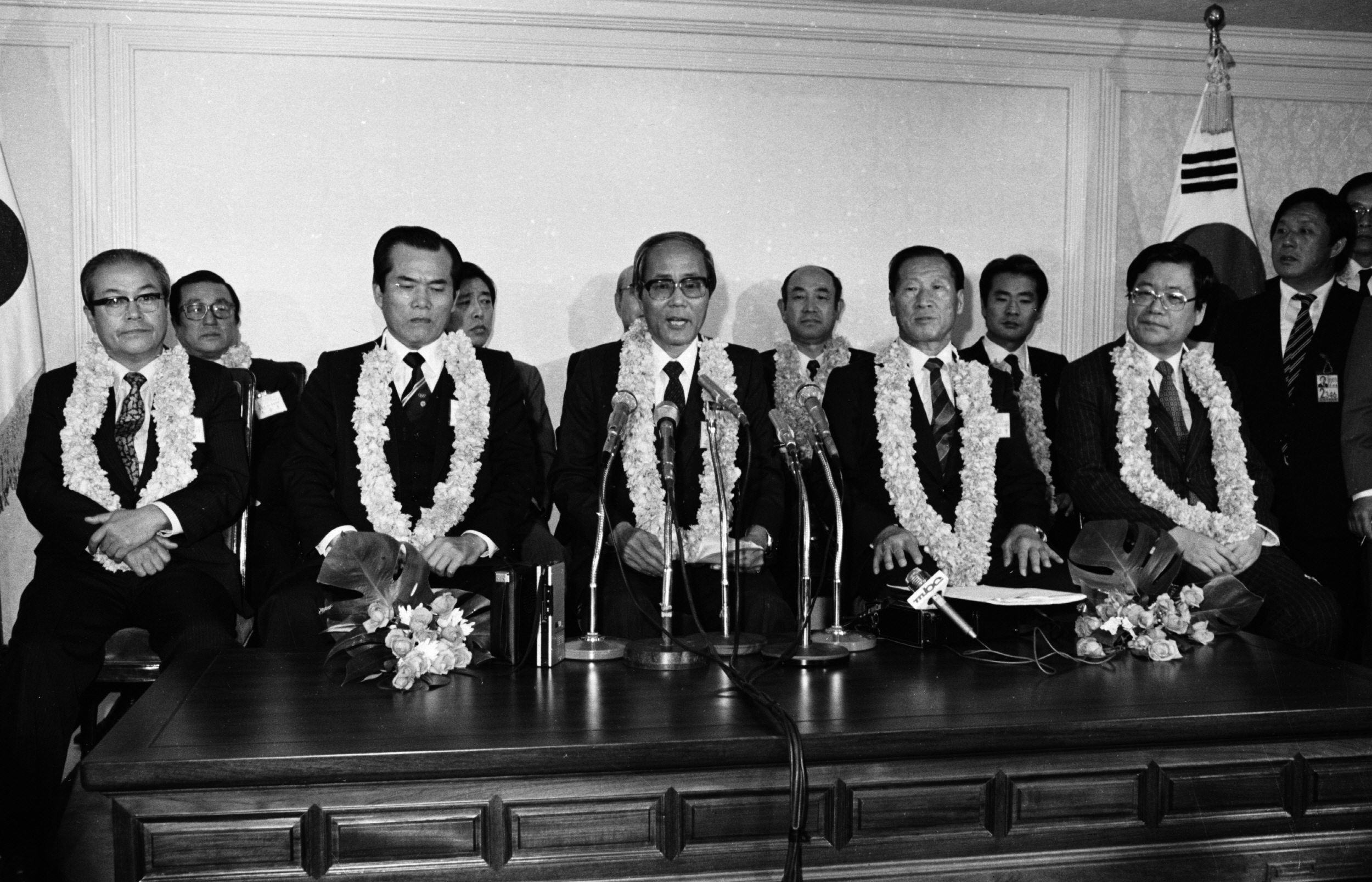
1981년 10월 서울 올림픽 유치 대표단 성공 기자회견

1980년 11월 30일까지 올림픽 개최 후보 접수를 받았으며, 1981년 3월 1일까지 세부 유치계획서를 제출, IOC 회원국에 배포하도록 하였다.
1981년 9월 30일, 서독 바덴바덴에서 열린 제84차 IOC 총회·제11차 올림픽 총회에서 1988년 하계 올림픽 개최지 선정 투표가 치러졌다. 다음은 투표 결과이다.
| 후보도시 | 국가 (NOC) | 1차 투표 |
| 서울     | 대한민국   | 52표     |
| 나고야   | 일본       | 27표     |

## 후보 도시
1988년 하계 올림픽의 유치에 관심을 보인 도시는 많게는 8곳까지 거론되었으나, 1980년 12월 정식 유치신청서를 제출한 도시는 4곳으로 압축, 1981년 3월 최종 투표에 부칠 후보는 2곳으로 줄었다.

### 최종 후보 도시
| 1979년 10월 올림픽 유치 추친을 공식화하였다. 1980년 12월 4일 개최신청서를 정식 제출하였다. 당초 IOC 측에서 설정한 마감기한을 나흘 넘겨 신청하였으나, 후안 안토니오 사마란치 IOC 위원장의 결정으로 접수하게 되었다. 서울이 국제 행사나 국제 대회를 치른 것은 이전에도 몇 번 있었으며 특히 유치 직전에는 1978년 세계 사격 선수권 대회, 1979년 세계 여자 농구 선수권 대회, 1980년 미스 유니버스 1980을 성공적으로 치러냈다. 그러나 하계 올림픽과 같은 국제 종합 스포츠 경기대회는 이번이 사실상 처음으로, 이전에 1970년 아시안 게임을 유치하였다가 예산 부족을 비롯한 다양한 이유를 근거로 개최권을 반납한 적이 있었다. |      |                          |     |  |  |
| |      |                          |     |  |  |
| 나고야 | 일본 | 일본 올림픽 위원회 (JOC) | 2위 |  |  |
| 1980년 11월 26일 모토야마 마사오 나고야 시장이 IOC 본부를 방문하여 개최신청서를 정식 제출하였다. |      |                          |     |  |  |
| |      |                          |     |  |  |

### 예비 후보 도시
- 그리스 아테네

1980년 12월 유치 후보도시로 정식 접수하였으나, 올림픽의 발상지로서 하계 올림픽의 영구 개최를 위한 정치적인 신청으로 해석되어, 실질적인 유치 희망도시로 여겨지지는 않았다. 1981년 9월 시점에서 IOC에 가입되어 있던 147개 국가올림픽위원회 (NOC) 중 상당수가 반대한 것으로 알려졌다.
- 오스트레일리아 멜버른

유치에 관심을 보이고 개최 후보로 나섰으나, 1981년 2월 시 재정난을 이유로 올림픽 유치를 포기하였다.

### 유치 관심 도시
이하 후보들은 1979년 10월경까지 유치 경쟁후보로 거론되었으나 실제 유치 후보로 나서지 않은 도시들의 목록이다.
- 오스트레일리아 시드니

당초 1976년 뉴사우스웨일스주 정부에서 시드니 유치 희망을 밝혔으나 실제 후보도시로 나서지는 않았다.
- 알제리 알제
- 영국 런던
- 벨기에 브뤼셀
- 브라질 상파울루
- 중화인민공화국 베이징